# 克什米尔羊茅
克什米尔羊茅（学名：Festuca kashmiriana）为禾本科羊茅属下的一个种。

## 扩展阅读
維基物種上的相關：克什米尔羊茅